# Вынтоасе
Вынтоа́се (рум. vântoase) — в румынской мифологии женские духи, вызывающие пылевые бури и сильные ветры. Они живут в лесах, в воздухе, в озёрах и используют ветры для путешествий. Иногда говорят, что они вызывают ветры, когда танцуют хору. Считается, что они могут нападать на детей. Единственным средством защиты от них в таком случае является загадочная трава ветров. В некоторых легендах они представлены как слуги Господа.
Имя вынтоасе (ед. ч. вынтоаса) происходит от румынского слова ветер (vânt).